# Pedro Nunes Tinoco
Pedro Nunes Tinoco ( ? - 8 février 1641) est un architecte portugais.
Il était le père de l'architecte João Nunes Tinoco (vers 1610 - 1689).

## Biographie
Pedro Nunes Tinoco a commencé sa carrière d'architecte en 1604, quand il a été désigné pour étudier l'architecture avec Nicolau de Frias professeur à la Aula des Paços da Ribeira de Lisbonne entre 1597 et 1610 où il a succédé à Filippo Terzi. 
Il est intervenu dans la construction de plusieurs églises
En 1615, il a fait le relevé du Paços da Frol da Rosa, à Crato.
Entre 1616 et 1617, il est l'architecte chargé de la construction du couvent Sainte-Marthe (Santa Marta) de Lisbonne.
Il était architecte royal, architecte du Prieuré de Crato depuis 1620. Il a été l'architecte de la sacristie du monastère de Santa Cruz à Coimbra, entre 1622 et 1624.
Il a participé à la construction de l'église et Monastère de Saint-Vincent de Fora (São Vicente de Fora) conçus vers 1582 par Filippo Terzi, avant de devenir le maître principal en 1624 en remplacement de Baltazar Álvares et l'est resté jusqu'à sa mort en 1641, date à laquelle il est remplacé par son fils. 
En 1640, les maîtres Leonardo Jorge et Diogo Vaz reçoivent la commande de la chapelle du Saint-Sacrement de l'église Saint-Nicolas de Lisbonne à réaliser suivant le projet de Pedro Nunes Tinoco.
Il a participé, à partir de septembre 1617, avec de célèbres architectes, João Baptista Lavanha, Leonardo Torriani et Teodósio de Frias, à l'étude du projet préparatoire de construction de l'aqueduc des Eaux Libres, projet audacieux lancé par Philippe II, qui devait amener l'eau à Lisbonne à partir de Montemor. La réalisation de ce projet n'a commencé qu'en 1732.
Il a conçu plusieurs maisons nobles de la Calçada do Congro, à Lisbonne. 
En 1619, il a dessiné le projet du tombeau de dom Brás Henriques se trouvant dans l'église du couvent Santo António de Lourinhã.